# ماکسیمیلیان د آنگلیس
ماکسیمیلیان د آنگلیس (به آلمانی: Maximilian de Angelis) (۲ اکتبر ۱۸۸۹–۶ دسامبر ۱۹۷۴) یک نظامی آلمانی در دوره رایش سوم و از فرماندهان واحدهای مختلف ورماخت در جنگ جهانی دوم بود.
وی در ۴ آوریل ۱۹۴۶ به یوگسلاوی فرستاده شد و در آن‌جا به جرم جنایت جنگی به ۲۰ سال زندان محکوم شد. سپس به شوروی فرستاده شد و در آن‌جا نیز به دو ۲۵ سال زندان محکوم شد. در نهایت در سال ۱۹۵۵ آزاد شد و به آلمان بازگشت.

## نشان‌ها و جوایز
- صلیب آهنین (۱۹۳۹) درجه دو (۱۳ می ۱۹۴۰) و درجه یک (۱ ژوئن ۱۹۴۰)
- صلیب شوالیه آهنین با برگ‌های بلوط
  - صلیب شوالیه آهنین (۹ فوریه ۱۹۴۲)
  - برگ‌های بلوط (۱۲ نوامبر ۱۹۴۳)